# Stephan Marks
Stephan Marks (* 1951) ist ein deutscher Sozialwissenschaftler.

## Wirken
Stephan Marks studierte Politikwissenschaft, Psychologie und Neue Geschichte. Er wurde  in Sozialwissenschaft über C. G. Jung und Politik promoviert. Er bildete sich weiter zum Supervisor und ist Autor zahlreicher Sachbücher und Aufsätze. Fünf Jahre lebte er in Nordamerika.
Von 1993 bis 1998 war er Geschäftsführer des Zentrums für Weiterbildung und Hochschuldidaktik der Pädagogischen Hochschule Freiburg. Er leitete das Forschungsprojekt Geschichte und Erinnerung (1998–2004), war Gründungsmitglied und langjähriger Vorstandsvorsitzender von „Erinnern und Lernen e. V.“ und 2007–2013 Sprecher des Freiburger Instituts für Menschenrechtspädagogik. Er ist im Beirat des internationalen Netzwerks Human Dignity und Humiliation Studies an der Columbia University, New York City.
Marks bildet seit vielen Jahren Berufstätige, die mit Menschen arbeiten, zum Thema Menschenwürde und Scham fort: Lehrer, Pflegekräfte, Sozialarbeiter, Seelsorger, Mediatoren, Psychotherapeuten, Berater, Mitarbeiter im Strafvollzug, Richter, Mediziner, Führungskräfte u. v. a. – vorwiegend im deutschsprachigen Raum und in Lateinamerika.

## Bücher
- Studentenseele : Erfahrung im Zerfall der Studentenbewegung (1977, Hamburg: Verlag Association GmbH)
- Die Würde des Menschen oder Der blinde Fleck in unserer Gesellschaft (2010, Gütersloher Verlagshaus)
- Warum folgten sie Hitler? – Die Psychologie des Nationalsozialismus (3. Aufl. 2014, Patmos Verlag)
- Scham – die tabuisierte Emotion  (4. Aufl. 2013, Patmos Verlag)
- Die Kunst nicht abzustumpfen. Hoffnung in Zeiten der Katastrophen (2012, Gütersloher Verlagshaus)
- mit Ursula Immenschuh:  Scham und Würde in der Pflege. Ein Ratgeber (2014 Mabuse Verlag)

## Scham – die tabuisierte Emotion
In seinem zuerst 2007 erschienenen Buch über das Schamgefühl des Menschen analysiert er sowohl Ursachen und Auswirkungen des Schamgefühls, als auch Wege konstruktiv mit dem Schamgefühl umzugehen. Marks meint, ein traumatisches „Zuviel“ an Schamgefühlen („traumatische Scham“) funktioniere ähnlich wie ein Trauma. Der Mensch würde bei akuter Scham auf sein „Reptiliengehirn“ umschalten in den so genannten Überlebensmodus und dabei seien das Denken des Großhirns und die Affektregulierung weitgehend lahmgelegt. Dies sei die neurobiologische Komponente, warum Scham schwerwiegende Folgen haben könne, die das Gehirn zu Abwehrreaktionen greifen ließen. Scham sei ein gleichwertiger Auslöser von Traumata, wie andere Auslöser auch.
Im Unterschied dazu ist ein gesundes Maß an Scham („gesunde Scham“) wichtig für die Regulierung von Selbstwertgefühl, Intimitätsgrenzen, Zugehörigkeit und Integrität. Insofern ist diese Scham „die Wächterin der menschlichen Würde“ (Léon Wurmser).